# Jacques de Brézé
Pour les articles homonymes, voir Maison de Brézé et Brézé (homonymie).
Jacques de Brézé est né vers 1440 et mort le 14 août 1494 à Nogent-le-Roi. Descendant d'une famille angevine par son père, il est grand sénéchal de Normandie, comte de Maulévrier, baron de Mauny et du Bec-Crespin, seigneur de Nogent-le-Roi, la Varenne, Brissac, Anet, Bréval, Montchauvet et du Vivier. Il a laissé une œuvre littéraire autour de la vénerie.

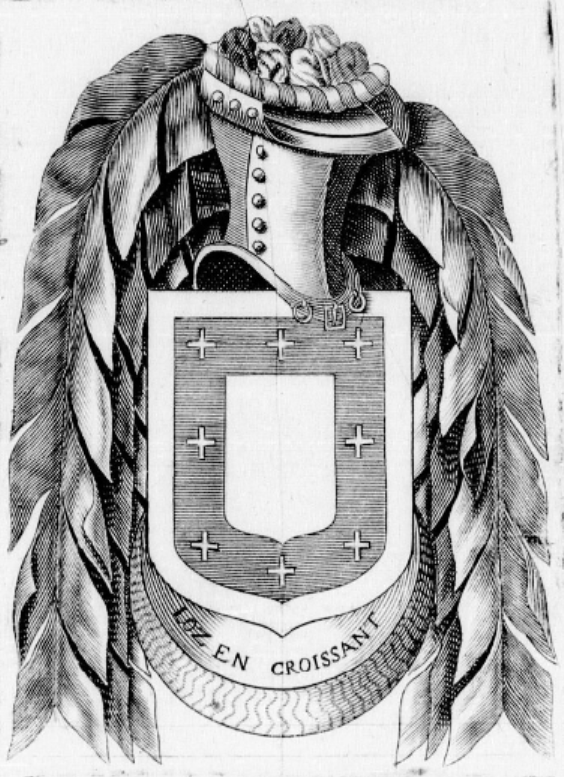
Armoiries de Jacques de Brézé (Statuts de l'Ordre du Croissant)

## Biographie
Fils du grand sénéchal Pierre de Brézé et de Jeanne du Bec-Crespin dame de Mauny, Jacques de Brézé épouse en mars 1462 à la demande expresse de Louis XI Charlotte de Valois, fille de Charles VII et d'Agnès Sorel. Ils ont six enfants : Pierre, Louis, Jean, Anne, Catherine et Gaston. Jacques a eu par ailleurs plusieurs enfants naturels qui ont formé la branche du Breuil et de Guignonville des Brézé (commune de Bazainville).
Aussitôt que le roi Louis XI est sacré à Reims le 15 août 1461, il lui prête hommage le 17 août. Il reçoit par lettres datées d'Orléans, le 5 décembre 1466, le revenu de la seigneurie de Mantes, au lieu de la capitainerie de Rouen, qui lui avait d'abord été attribuée.
Il surprend sa femme, dans la nuit du 31 mai au 1er juin 1477 au château de Rouvres près d'Anet, en flagrant délit d'adultère avec son frère de lait et ami Pierre de Lavergne, et tue les deux amants d'un coup d'épée. S'en prendre ainsi à la demi-sœur du roi aurait pu lui valoir la mort, mais Louis XI a toujours manifesté une vive inimitié à l'égard d'Agnès Sorel et de sa descendance. Finalement condamné par le parlement de Paris à payer une amende de 100 000 livres tournois, il voit sa peine commuée en emprisonnement de 1477 à 1481, avec saisie de ses terres par Louis XI qui les rend immédiatement à son fils aîné Louis de Brézé. Ses enfants sont placés sous tutelle. Après la mort du roi, Jacques de Brézé se pourvoit contre cette condamnation et obtient de Charles VIII ses lettres de rémission en 1486. Il meurt en 1494 et est enterré avec sa femme dans l'abbaye Notre-Dame de Coulombs, détruite sous la Restauration. Leurs dépouilles ont alors été transférées dans l'église du village.
Grand chasseur, il compose, sans doute après 1481, un poème sur la vénerie, en cinquante-cinq strophes de dix octosyllabes, intitulé La Chasse, où il raconte une chasse au cerf. Entre 1483 et 1490, il rédige un poème de cinquante vers en l'honneur de son chien favori, les Dits du bon chien Souillard.
Ces deux œuvres sont imprimées à Paris vers 1494 par Pierre Le Caron sous le titre : Le livre de la chasse du grant seneschal de Normandie. Les Ditz du bon chien Souillard qui fut au roy de France, XIe de ce nom.
Pendant la régence d’Anne de Beaujeu, il lui dédie un poème, les Louanges de madame Anne de France.